# Emily Kay
Emily Kay (Bromsgrove, 7 de setembro de 1995) é uma desportista britânica que compete no ciclismo nas modalidades de rota e pista.
Ganhou quatro medalhas no Campeonato Europeu de Ciclismo em Pista entre os anos 2016 e 2018.

## Medalheiro internacional
| Campeonato Europeu | Campeonato Europeu      | Campeonato Europeu | Campeonato Europeu      |
| Ano                | Lugar                   | Medalha            | Competição              |
| ------------------ | ----------------------- | ------------------ | ----------------------- |
| 2016               | Saint-Quentin ( França) | Medalha de prata   | Madison                 |
| 2016               | Saint-Quentin ( França) | Medalha de bronze  | Perseguição por equipas |
| 2017               | Berlim ( Alemanha)      | Medalha de prata   | Perseguição por equipas |
| 2018               | Glasgow ( Reino Unido)  | Medalha de prata   | Scratch                 |